# Прет-а-порте
Прет-а-порте́ (фр. prêt-à-porter, дос. «готове для носіння», «готове вбрання») — моделі готового одягу, які виробляються великими партіями і в стандартних розмірах. Одяг продається як в маленьких магазинах — бутиках, так і у великих універсальних магазинах. Ці моделі можуть бути створені поза салонами мод, для масового виробництва, але також в більш ексклюзивному порядку за дизайном провідних модельєрів.